# Liste der Gerechten unter den Völkern aus der Slowakei

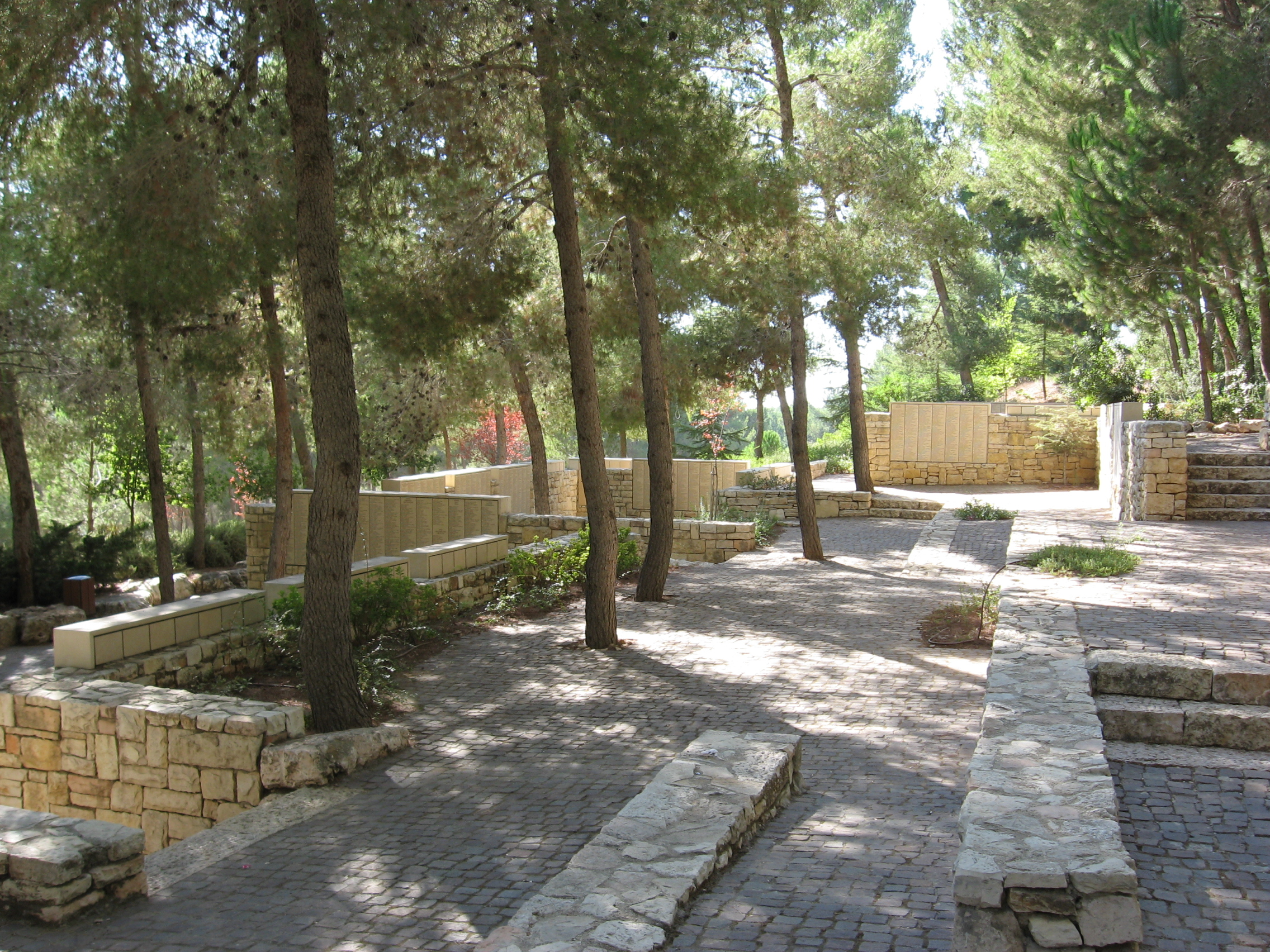
Yed Vashem – Der Garten der „Gerechten unter den Völkern“

Die Liste der Gerechten unter den Völkern aus der Slowakei führt in alphabetischer Reihenfolge diejenigen Slowaken auf, die von der Gedenkstätte Yad Vashem mit dem Titel Gerechter unter den Völkern geehrt wurden. 

## Hintergrund
Dieser Titel wird an nichtjüdische Einzelpersonen verliehen, die unter nationalsozialistischer Herrschaft während des Zweiten Weltkriegs ihr Leben einsetzten, um Juden vor der Ermordung zu retten. 
638 Slowaken und Slowakinnen haben bis zum 1. Januar 2022 den Titel Gerechter unter den Völkern verliehen bekommen.

## Liste
Die Liste ist alphabetisch nach Nachnamen geordnet. Hinter dem Namen ist jeweils das Geburtsdatum, das Sterbedatum, der Ort der Rettung, der Grund der Ehrung und das Jahr der Ehrung angegeben.

### A
| Name        | Geboren | Gestorben | Ort der Rettung | Grund der Ehrung | Jahr |
| ----------- | ------- | --------- | --------------- | ---------------- | ---- |
| Adam Imrich |         |           |                 |                  | 2007 |

- Vladimir Adamik und Jolana Adamik, 2009
- Vojtech-Bela Antal und Gizela Antal, 2007
- Vladimir Antol und Anka Antol, 1990
- Alexander Arnold, 1997

### B
| Name           | Geboren | Gestorben | Ort der Rettung | Grund der Ehrung | Jahr |
| -------------- | ------- | --------- | --------------- | ---------------- | ---- |
| Hanka Balala   |         |           |                 |                  | 1985 |
| Ludmila Balala |         |           |                 |                  | 1985 |
| Mariska Balala |         |           |                 |                  | 1985 |
| Rosa Balala    |         |           |                 |                  | 1985 |
| Stefan Balala  |         |           |                 |                  | 1985 |

- Frantisek Balat, Maria Balat und ihr Sohn Francko, 1994
- Anton Balaz und Olga Balaz, 2017
- Jan Balciar, 2016
- Dr. Anna Bandzakova-Kucharova, 1990
- Maria Barancova, 1987
- Anna Bartakova, 1992
- Anton Barborik und Maria Barborik, 2021
- Vaclav Bartosek und Stefania Bartosek, 1998
- Alexej Basar, 2007
- Jan Batory und Eva Batory, 2000
- Antonin Belanik und Marie Belanik, 2018
- Ernst Bem und Magdalena Bem, 1991
- Rozalia Binovska, 1997
- Margaretha Blaha, 1994
- Vincent Blanar, Katarina Blanar und ihr Sohn Karol, 2004
- Jozefa Blazekova, 2004
- Pal Bogyo, 2018
- Pavel Boharcik, 1977
- Adam Bomba, 2017
- Jozef Borovsky und Eva Borovsky, 2008
- Frantisek Bresky, 1995
- Peter Brezovsky und Anna Brezovsky (Rusnakova), 2017
- Lukac Brna und Julia Brna, 2014
- Jan Brno und Maria Brno, 1993
- Johanna Budinova, 2006
- Stefan Bukansky, 2016
- Jan Bukov und Maria Bukov, 2019
- Frantisek Bulla und Karolina Bulla (Donovalova), 2017

### C
| Name           | Geboren | Gestorben | Ort der Rettung | Grund der Ehrung | Jahr |
| -------------- | ------- | --------- | --------------- | ---------------- | ---- |
| Ondrej Canecky |         |           |                 |                  | 2018 |

- Jan Capos, 1994
- Jan Caraj und Maria Caraj, 1966
- Maria Cemerickova, 1983
- Vaclav Cermak, 2016
- Jan Cernak, Anna Cernak und ihr Sohn Jan, 1995
- Ignac Chladny und Anna Chladny, 2017
- Jozef Chladny und Maria Chladny, 2012
- Ondrej Chlebus und Maria Chlebus, 2002
- Maria Chomowa und ihre Tochter Olga Sramkova, 1993
- Pavel Chorvat, 2013
- Jan Cief, Maria Cief und ihre Tochter Emilia, 1998
- Anna Civanova und ihre Kinder Maria und Ludovit, 1991
- Juraj Csiky, 1990
- Pavol Cuvala und Alzbeta Cuvala, 2001

### D
| Name         | Geboren | Gestorben | Ort der Rettung | Grund der Ehrung | Jahr |
| ------------ | ------- | --------- | --------------- | ---------------- | ---- |
| Anna Daubner |         |           |                 |                  | 1988 |

- Pasteur Julius Derer, 1996
- Anna Diviakova, 1998
- Martin Dobrovodsky und Betti Dobrovodsky, 1986
- Jan Droppa und Maria Droppa, 2006
- Pavol Dubovec, 2006
- Alzbeta-Magda Dudasek und Tomas Dudasek, 1970
- Peter Dudinski, 1992
- Jan Dulovec und Katarina Dulovec, 2001
- Maria Duran und ihre Kinder Margit, Anton und Jozef, 1980
- Stefan Durec und Maria Durec, 1995
- Daniel Duriska und Maria Duriska, 2002

### F
| Name      | Geboren | Gestorben | Ort der Rettung | Grund der Ehrung | Jahr |
| --------- | ------- | --------- | --------------- | ---------------- | ---- |
| Eva Fabik |         |           |                 |                  | 1993 |
| Jan Fabik |         |           |                 |                  | 1993 |

- Vincent Fargas-Cenek, 1992
- Jozef Fekiac, 2019
- Katarina Ferancova, 1991
- Zuzanne Ferenczy und ihre Tochter Aranka, 1993
- Zuzanna Filadelfova, 2002
- Pavel Filus und Alzbeta Filus, 1993
- Stefan Frank, 1991

### G
| Name        | Geboren | Gestorben | Ort der Rettung | Grund der Ehrung | Jahr |
| ----------- | ------- | --------- | --------------- | ---------------- | ---- |
| Jozef Gabor |         |           |                 |                  | 1992 |
| Maria Gabor |         |           |                 |                  | 1992 |

- Josef Gahír, Maria Gahír und ihr Sohn Demeter Gahír, 2021
- Jan Galko und Pavla Galko, 2000
- Stefan Gallo, 2003
- Maria Gasparík und Victor Gasparík, 2021
- Julia Gasparova, 1991
- Viliam Gavalovic und Helena Gavalovic, 1996
- Maria Geierova, 1996
- Jan Glesk, Eva Glesk und ihr Sohn Ivan, 1996
- Maria Goblova-Krescankova und ihre Tochter Vlasta, 1996
- Pavel Peter Gojdic, 2007
- Ladislav Gondzar und Maria Gondzar, 1985
- Frantisek Gorog, Maria Gorog und ihre Tochter Jolana (Jirout), 1982
- Vlastimila Grosserova, 1993
- Frantisek Gucman, 1995
- Ferdinand Gulis und Terezia Gulis, 2001

### H
| Name          | Geboren | Gestorben | Ort der Rettung | Grund der Ehrung | Jahr |
| ------------- | ------- | --------- | --------------- | ---------------- | ---- |
| Marta Haasova |         |           |                 |                  | 1996 |

- Arpad Hajdu und Alzbeta Hajdu, 2013
- Geza Hajtas und Klara Hajtas, 1985
- Bratislav Handl und Otilia Handl, 2015
- Alzbeta Hanzlikova-Drahovska, 1996
- Vendelin Haris, 2004
- Jan Hausner, 2004
- Pavel Havlik und Zuzana Havlik, 2005
- Ondrej Hazer und Helena Hazer, 2016
- Helen Helios (Kraus), 2012
- Jozef Heriban, 1991
- Gustav Herman, Jozefa Herman und ihre Kinder Gustav und Vilma, 1992
- Martin Hladik und Rozalia Hladik, 1992
- Juraj Holcik, 2016
- Barbora Hollosiova, 1998
- Alexander Homer, 2001
- Ludmila Homer und Milan Homer, 2001
- Jan Homolka und Maria Homolka, 2001
- Maria Hradska und ihre Eltern Adam und Maria Fiacan, 2016
- Pavol Hriadel und Anna Hriadel, 2004
- Jan Hroncak und Maria Hroncak, 1994
- Pavel Hronec und Katarina Hronec, 1993
- Pavel Hronec und Paulina Hronec, 1993
- Katerina Hrubesova, 1990
- Jan Hruska und Zuzana Hruska, 2007
- Stefan Hubina, Zuzana Hubina und ihre Tochter Anna Krchnava, 2010
- Jan Hucko und Eva Hucko, 1993
- Janka Hudakova (Stefanikova), 2001

### I
| Name           | Geboren | Gestorben | Ort der Rettung | Grund der Ehrung | Jahr |
| -------------- | ------- | --------- | --------------- | ---------------- | ---- |
| Anna Imrich    |         |           |                 |                  | 2020 |
| Pavol Imrich   |         |           |                 |                  | 2020 |
| Alma Ivanka    |         |           |                 |                  | 2000 |
| Anna Ivanka    |         |           |                 |                  | 2000 |
| Magda Ivanka   |         |           |                 |                  | 2000 |
| Maria Ivanka   |         |           |                 |                  | 2000 |
| Vincent Ivanka |         |           |                 |                  | 2000 |

- Victoria Ivanova, 2000

### J
| Name             | Geboren | Gestorben | Ort der Rettung | Grund der Ehrung | Jahr |
| ---------------- | ------- | --------- | --------------- | ---------------- | ---- |
| Dr. Joseph Jaksy |         |           |                 |                  | 1991 |

- Anna Jamborova, 1995
- Michal Jancik und Maria Jancik, 1969
- Emilie Jasekova, 2001
- Ernst Jurkovic und Anna Jurkovic, 2005

### K
| Name           | Geboren | Gestorben | Ort der Rettung | Grund der Ehrung | Jahr |
| -------------- | ------- | --------- | --------------- | ---------------- | ---- |
| Ljudevit Kacir |         |           |                 |                  | 1967 |
| Margita Kacir  |         |           |                 |                  | 1967 |

- Józef Kaliciak, 2021
- Jan Kallina, 2020
- Karol Kaminski, 1984
- Helena Kapustova und ihre Eltern Frantisek Cunderlik und Anna Cunderlik, 2010
- Stefan Kassa und Maria Kassa, 2015
- Jozef Kisel, 2017
- Eva Kleinova und ihr Sohn Vladimir, 1994
- Martin Klimo und Eva Klimo (Tuckova), 2008
- Anna Kmetova und ihr Sohn Daniel Penicka, 1997
- Michal Knap, 1987
- Anna Knezova-Schoenbrunova (Krajcova), 2010
- Michael Knosko und Wilma Knosko, 1992
- Dr. Karl Koch, 1971
- Ondrej Kochlan und Eva Kochlan, 2010
- Gustav Kochol, seine Frau und ihre Kinder Victor, Ludevit, Vlado, Milan Kocun und Stefan, 1988
- Vojtech Kolenka, 2008
- Andrej Kolesar und Zuzana Kolesar, 2000
- Jozef Kolik, Anna Kolik und ihr Sohn Rudolf, 1992
- Stefan Kollar, 1997
- Peter Komendak, 2006
- Irena Komjati, 2001
- Henrich Konrad und Terezia Konrad, 1998
- Anton Koricova und Pavla Koricova, 1994
- Pavel Krahulec und Anna Krahulec, 2009
- Jozef Krajcovic und Anna Krajcovic, 2015
- Jan Krajnak und Maria Krajnak, 1996
- Pavel Kristof und Anna Kristof, 2008
- Jozef Krivosudsky und Magdalena Krivosudsky, 2007
- Jan Kroslak und sein Sohn Adam, 1994
- Imrich Krsak, 2013
- Emilia Krutova, 2013
- Hubert Kubes und seine Tochter Irma, 1997
- Jozef Kuchar, 2007
- Cyril Kuchar und Rozalia Kuchar, 1990
- Pastor Vladimir Kuna, 1972
- Aleksander Kur und Maria Kur, 1994
- Jozef Kurbel, 2008
- Jan Kustra und Maria Kustra, 2014
- Andrej Kvas, 2003
- Vasil Kyjovsky, 2017
- Jozef Kypet und Emilia Kypet, 2001
- Juraj Kysel und Anna Kysel, 2003

### L
| Name            | Geboren | Gestorben | Ort der Rettung | Grund der Ehrung | Jahr |
| --------------- | ------- | --------- | --------------- | ---------------- | ---- |
| Augustin Lacika |         |           |                 |                  | 2015 |
| Valeria Lacika  |         |           |                 |                  | 2015 |

- Imrich Lackner, 2004
- Maria Lampartova und ihr Sohn Jan, 1998
- Jan Lebdovic, Zofia Lebdovic und ihre Kinder Emilia, Anna und Margita, 1991
- Mikulas Lebedev, 1994
- Jozef Lexa und Katarina Lexa, 2004
- Stefan Lichy und Maria Lichy, 2010
- Rudolf Lilge und Ruzena Lilge, 1997
- Jan Liska und Koloman Liska, 1982
- Stefan Lysy und Kristina Lysy, 1995

### M
| Name           | Geboren | Gestorben | Ort der Rettung | Grund der Ehrung | Jahr |
| -------------- | ------- | --------- | --------------- | ---------------- | ---- |
| Anna Mackovjak |         |           |                 |                  | 2012 |
| Jan Mackovjak  |         |           |                 |                  | 2012 |

- Dr. Michal Majercik und Anna Majercik, 1981
- Martin Majer-Sucha, 1998
- Anna Makony und Jan Makony, 2019
- Ondrej Maradik, Maria Maradik und ihre Kinder Martin und Elena, 1992
- Josef Markov und Ema Markov, 1982
- Ana Marosanova, 1998
- Filip Martisek und Anna Martisek (Fasching), 2015
- Juraj Masiar und Katarina Masiar, 1997
- Pastor Michal Maslej, 1997
- Jan Matejik, Katerina Matejik und ihre Kinder Jan, Pavel, Anna und Ludwig, 1990
- Maria Matulova, 2003
- Anna Matuskova (Schwester Agata), 2009
- Ondrej Mednansky, Katharina Mednansky und ihre Kinder Ondrej, Rudolf und Maria, 1990
- Julius Medvecky und Maria Medvecky (Pavkova), 2010
- Frantisek Melo, Angela Melo und ihr Sohn Frantisek, 1979
- Julius Menhart und Emerencia Menhart, 2001
- Vojtech Miartus und Anna Miartus, 1993
- Jan Mierny und Irena Mierny, 2000
- Julius Mihalik, 1997
- Mihal Mihalik, Helena Mihalik und ihre Tochter Helena, 1999
- Jan Mihocko und Zuzana Mihocko, 1995
- Stefan Mihocko und Annie Mihocko, 1995
- Ondrej Mikulas und Maria Mikulas, 1981
- Maria Minarova, 1992
- Elias Minarovic, Margit Minarovic und ihr Sohn Jozef, 2001
- Antonia Mlada, 2001
- Kletus Mocik und Anna Mocik, 1997
- Jan Modla und Anna Modla (Martinkova), 1981
- Michal Molcan, 2019
- Vladimir Mosnak, 1998
- Rudolf Mosny, Zuzana Mosny und ihr Sohn Rudolf, 2001
- Ivan Motaj, 1991
- Katarina Mozes und ihre Kinder Stefan und Erna, 1995
- Julius Mozi und Valeria Mozi, 1997
- Jan Mozolak, Eva Mozolak und ihre Tochter Anna, 2002
- Edith Mullner, 1983
- Josef Mydlo, Margita Mydlo und ihre Tochter Margita, 1997

### N
| Name            | Geboren | Gestorben | Ort der Rettung | Grund der Ehrung | Jahr |
| --------------- | ------- | --------- | --------------- | ---------------- | ---- |
| Zofia Nahalkova |         |           |                 |                  | 2001 |

- Jan Nandory und Alzbieta Nandory, 1992
- Samuel Nebesky, Anna Nebesky und seine Eltern, 1992
- Jozef Nemcovic und Maria Nemcovic, 1994
- Michal Nemcovic, Magdalena Nemcovic und ihr Sohn Stefan, 1994
- Agata Nemec und Elemir Nemec, 1994
- Antonia Nikodemova, 2018
- Valeria Niznanska-Zahnova, 1992
- Martin Noskov, Maria Noskov und ihre Tochter Luba Cernakova, 1991

### O
| Name             | Geboren | Gestorben | Ort der Rettung | Grund der Ehrung | Jahr |
| ---------------- | ------- | --------- | --------------- | ---------------- | ---- |
| Anna Olsovsky    |         |           |                 |                  | 2001 |
| Gizela Olsovsky  |         |           |                 |                  | 2001 |
| Ludovit Olsovsky |         |           |                 |                  | 2001 |

- Pavel Ondrasek und Maria Ondrasek, 1995
- Gertrude Ondriska, 1982
- Juraj Oravec und Alzbeta Oravec (Potemriova), 2016
- Justina Oravcova, 2020
- Martin Ostrolucky und Anna Ostrolucky, 1991
- Jan Ozvald und Katarina Ozvald, 2017

### P
| Name         | Geboren | Gestorben | Ort der Rettung | Grund der Ehrung | Jahr |
| ------------ | ------- | --------- | --------------- | ---------------- | ---- |
| Eva Pagac    |         |           |                 |                  | 2000 |
| Rudolf Pagac |         |           |                 |                  | 2000 |

- Karol Palasthy und Nora Palasthy, 1992
- Jan Pasek und Emilia Pasek (Snopkova), 1992
- Josef Paserin und Maria Paserin, 1998
- Katarina Pastorkova (Uhlikova), 2016
- Jan Pavlik und Emilia Pavlik, 1994
- Stefan Pavlik, 1997
- Stefan Pavlik und Kristina Pavlik, 1991
- Maria Pekarovicova, 1987
- Stefania Pellerova, 2018
- Maria Perlova, 2018
- Voitech Perny und Maria Perny, 1996
- Daniel Petelen, 1999
- Pavel Petroch, 2019
- Josef Petrovic und seine Schwester Paula, 1991
- Janko Piacetzky, Julia Piacetzky und ihre Tochter Anna, 1996
- Karol Pikna, 1996
- Imrich Pocuch und Maria Pocuch, 2017
- Etela Polakova, 1979
- Jozef Polakovic, 2000
- Gregor Polko, 2007
- Jan Poruban und Maria Poruban (Stanova), 2009
- Milan Porubsky und Antonia Porubsky, 2002
- Anna Pospichalova (Bolibruchova), 2008
- Jan Potancok, Maria Potancok und ihre Tochter Emilia, 1998

### R
| Name             | Geboren | Gestorben | Ort der Rettung | Grund der Ehrung | Jahr |
| ---------------- | ------- | --------- | --------------- | ---------------- | ---- |
| Gabriel Racansky |         |           |                 |                  | 1997 |

- Oliver Racz, 2019
- Maria Rafajova, 1991
- Martin Ragala, 2019
- Julia Ralbovska-Kaldi, 1990
- Ondrej Rapcan und Elena Rapcan, 2007
- Frantisek Rasla, 1987
- Frantisek Rasla und Katarina Rasla, 2000
- Michal Razus, 2010
- Ludovit Rehak und Ludmila Rehak, 2005
- Peter Rehak und Maria Rehak (Glokner), 2013
- Ludovit Repas, 2016
- Juraj Repta und Anna Repta, 2005
- Alexander Rezny und Katarina Rezny, 2012
- Ulka Riecan und ihr Mann, 1988
- Anton Rocek und Zofia Rocek, 2010
- Martin Rovenski, Helena Rovenski und ihr Sohn Alois, 1991
- Margita Ruszenszki-Martin, 1994
- Viktor Ruttkay und Ema Ruttkay, 2004
- Pavol Ryba und seine Schwester Emilia Holkova, 1994

### S
| Name                  | Geboren | Gestorben | Ort der Rettung | Grund der Ehrung | Jahr |
| --------------------- | ------- | --------- | --------------- | ---------------- | ---- |
| Vojtech Schaffarovsky |         |           |                 |                  | 2002 |

- Cecilia Scheibenreif und ihr Sohn Rudolf, 2018
- Anna Schiller, 1982
- Olga Sebova (Telekesova), 1992
- Frantisek Sedlacek und Katka Sedlacek, 2014
- Rudolf Senkeri und Anna Senkeri, 1992
- Dr. Jozefina Sevcovicova, 1982
- Karl Rudolf Simoncic, 1968
- Imberta Sinska, 1999
- Jan Sirota und Maria Sirota und ihre Söhne Stefan Sirota mit Frau Regina Sirota und Frantisek Sirota mit Frau Maria Sirota, 2021
- Michal Sitas und seine Kinder Michal und Ernestina, 1997
- Julius Sivak, 2003
- Ondrej Skopik, 1996
- Michal Skultety und Maria Skultety, 1992
- Magdalena Slamkova, 2014
- Milan Slavik, 2019
- Maria Slavikova, 2019
- Ondrej Slezak und Maria Slezak, 1992
- Stefan Slezak und Stefania Slezak, 1996
- Jan Slobodnik und Maria Slobodnik, 1994
- Helena Smardova und ihr Sohn Rajmund, 2005
- Viktor Smida, Justina Smida und ihre Tochter Lidka, 1990
- Milan Smycka und Veronika Smycka, 2017
- Mariska Snopkova, 1992
- Irena Sobotova, 1993
- Frantisek Sperling, Anna Sperling und ihre Tochter Vlasta, 1993
- Jan Spevak und Maria Spevak, 2019
- Jan Spisiak, 2006
- Pavol Starke und Irena Starke, 1992
- Michal Staron und Zuzana Staron, 2000
- Jan Stas und Maria Stas, 2020
- Gizela Stastna, 2002
- Elisabeth Stephany, 1999
- Ondrej Stevlik und Emilia Stevlik, 2000
- Jan Straka, Karolina Straka und ihre Tochter Margit, 1996
- Jozef Strycharszyk und Pavlina Strycharszyk (Bullova), 2018
- Jozef Sukenik und Frieda Sukenik, 1994
- Ondrej Sulaj und Maria Sulaj, 2001
- Gustav Svancar, 1996
- Andrej Svatuska und Marie Svatuska, 1993
- Frantisek Svrbicki und Gizela Svrbicki, 2016
- Frantisek Szoke und Augusta-Margareta Szoke, 1994

### T
| Name            | Geboren | Gestorben | Ort der Rettung | Grund der Ehrung | Jahr |
| --------------- | ------- | --------- | --------------- | ---------------- | ---- |
| Ladislav Tajtak |         |           |                 |                  | 1993 |

- Emanuel Takac und Olga Takac, 1993
- Jozef Tarabus, 2008
- Stefan Tarcala, 2017
- Pavel Teriansky und Margita Teriansky 2004
- Vincent Tokoly und Anna Tokoly, 1993
- Michael Toman und Zlatica Toman, 1997
- Jan Trnovsky und Julia Trnovsky, 1977
- Anton Trokan, 1965
- Jan Truska, Jozefina Truska (Ballova) und ihr Sohn Frantisek, 2011
- Maria Turcek und Pavel Turcek, 2021
- Jan Turcok und Elizabeth Turcok, 2002
- Gizela Tvarozkova, 1997

### U
| Name        | Geboren | Gestorben | Ort der Rettung | Grund der Ehrung | Jahr |
| ----------- | ------- | --------- | --------------- | ---------------- | ---- |
| Martin Uher |         |           |                 |                  | 1990 |

- Jan Urban und Zuzana Urban, 2011

### V
| Name              | Geboren | Gestorben | Ort der Rettung | Grund der Ehrung | Jahr |
| ----------------- | ------- | --------- | --------------- | ---------------- | ---- |
| Jozef Vaculciak   |         |           |                 |                  | 2003 |
| Ludovit Vaculciak |         |           |                 |                  | 2003 |
| Maria Vaculciak   |         |           |                 |                  | 2003 |
| Valeria Vaculciak |         |           |                 |                  | 2003 |

- Jan Valach, 1991
- Anna Valasikova, 1985
- Stefan Valent, 2003
- Imrich Valenta und Irena Valenta, 2001
- Peter Valo und seine Mutter Josephina, 1980
- Jan Varga und Anna Varga (Stofanova), 2015
- Karol Vavro und Emilia Vavro, 2001
- Karol Vavro und Maria Vavro, 2001
- Ondrej Vigas, Andresa Vigas und ihr Sohn Ondrej, 1992
- Jan Viskup und Ana Viskup, 1991
- Michal Vitus und Anna Vitus, 1984
- Anna Viznerova und Pavol Viznerova, 2002
- Peter Vlcko, Adela Vlcko und ihr Sohn Peter, 1981
- Antonina Vlkova-Tonka, 1975
- Jozef Vojtko, 1994
- Zlatica Vojtkova, 2017
- Jan Vrabec und Amalia Vrabec, 1994
- Viera Vrablova, 1984

### W
| Name               | Geboren | Gestorben | Ort der Rettung | Grund der Ehrung | Jahr |
| ------------------ | ------- | --------- | --------------- | ---------------- | ---- |
| Margita Wilheimova |         |           |                 |                  | 1992 |

### Z
| Name              | Geboren | Gestorben | Ort der Rettung | Grund der Ehrung | Jahr |
| ----------------- | ------- | --------- | --------------- | ---------------- | ---- |
| Jozef Zapletal    |         |           |                 |                  | 1992 |
| Stefania Zapletal |         |           |                 |                  | 1992 |

- Stefan Zarub und Hedvika Zarub, 1996
- Peter Zaruba und Valeria Zaruba, 1993
- Jan Zbudila und Anna Zbudila, 1998
- Zdenek Zdvíhal, 2012
- Michal Zelenay und Barbora Zelenay, 2009
- Maria Zemberova, 2012
- Salomea Zvolenska, 1998